# Eran Zahavi

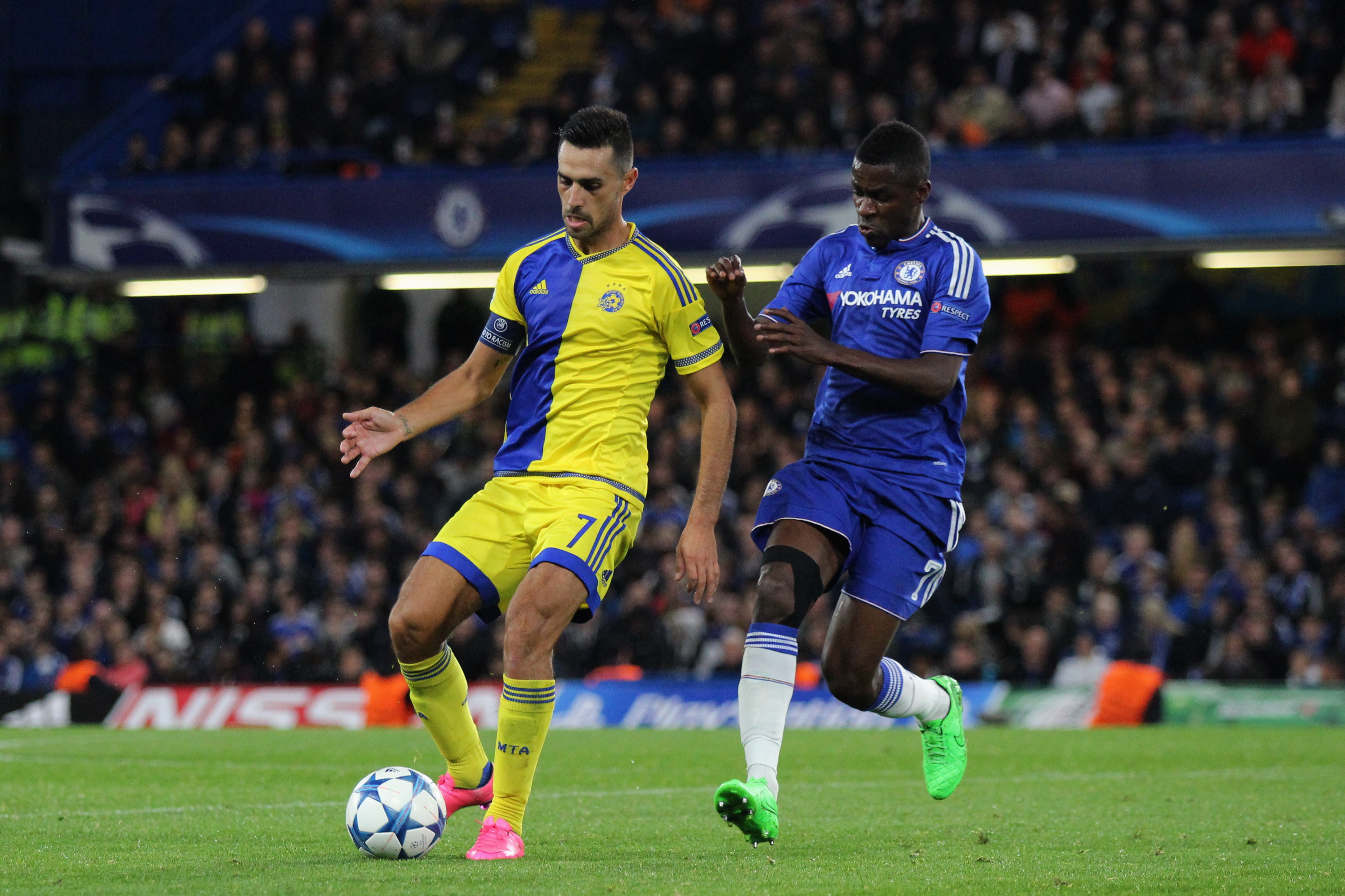
Zahavi bij de Champions League 2015/16 wedstrijd tegen Chelsea als speler van Maccabi Tel Aviv

Eran Zahavi (Hebreeuws: ערן זהבי) (Risjon Letsion, 25 juli 1987) is een Israëlisch-Frans voetballer die doorgaans speelt als spits. In juli 2025 verliet hij Maccabi Tel Aviv. Zahavi maakte in 2010 zijn debuut in het Israëlisch voetbalelftal.

## Clubcarrière
Zahavi speelde vanaf zijn zesde levensjaar, op een kort intermezzo bij Hapoel Rishon LeZion na, in de jeugdopleiding van Hapoel Tel Aviv. In 2007 werd hij verhuurd aan Hapoel Ramat HaSharon. Daar speelde hij vijfenveertig wedstrijden in twee seizoenen en hij scoorde negen doelpunten. In 2011 werd de middenvelder overgenomen door Palermo uit Italië; hij tekende er een vijfjarige verbintenis. Zahavi kon in zijn anderhalve jaar bij de Siciliaanse club echter geen vaste basisplaats veroveren en in december 2012 maakte hij kenbaar te willen terugkeren naar Israël. Ondanks een eerste optie van Hapoel om hem terug te halen, werd hij op 21 januari 2013 aangetrokken door rivaal Maccabi Tel Aviv. Het seizoen 2013/14 beëindigde Zahavi als competitietopscorer met negenentwintig treffers. In het seizoen 2015/16 brak hij het record van het meeste aantal doelpunten in één seizoen in de Israëlische hoogste klasse, dat tot dan op naam stond van Nissim Elmaliah, die in het seizoen 1954/55 dertig doelpunten maakte. Zahavi kwam dat jaar tot 35 doelpunten.
Zahavi tekende in juni 2016 een contract bij Guangzhou R&F, dat circa 7,2 miljoen euro voor hem betaalde aan Maccabi Tel Aviv. In China werd hij in 2017 en 2019 competitietopscorer. Nadat zijn contract in de zomer van 2020 was afgelopen, tekende hij een contract voor twee seizoenen bij PSV. Zijn eerste doelpunt voor PSV maakte hij in de voorronde van de Europa League tegen Rosenborg BK op 1 oktober 2020. Tijdens de interland Oostenrijk-Israël van 12 november 2021 blesseerde Zahavi zich aan de knie. Zijn onbeschikbaarheid kwam hierdoor op minstens drie maanden te staan. In de zomer van 2022 liep zijn verbintenis in Eindhoven af en hierna keerde hij terug naar Maccabi Tel Aviv.

## Clubstatistieken
| Seizoen      | Club                  | Competitie   | Competitie | Competitie | Beker | Beker | Internationaal | Internationaal | Totaal | Totaal |
| Seizoen      | Club                  | Competitie   | Wed.       | Dlp.       | Wed.  | Dlp.  | Wed.           | Dlp.           | Wed.   | Dlp.   |
| ------------ | --------------------- | ------------ | ---------- | ---------- | ----- | ----- | -------------- | -------------- | ------ | ------ |
| 2006/07      | Hapoel Ramat HaSharon | Liga Leumit  | 17         | 2          | 1     | 0     | 0              | 0              | 18     | 2      |
| 2007/08      | Hapoel Ramat HaSharon | Liga Leumit  | 28         | 7          | 4     | 3     | 0              | 0              | 32     | 10     |
| Clubtotaal   | Clubtotaal            | Clubtotaal   | 45         | 9          | 5     | 3     | 0              | 0              | 50     | 12     |
| 2008/09      | Hapoel Tel Aviv       | Ligat Ha'Al  | 28         | 7          | 8     | 4     | 6              | 1              | 42     | 12     |
| 2009/10      | Hapoel Tel Aviv       | Ligat Ha'Al  | 33         | 11         | 11    | 2     | 9              | 0              | 53     | 13     |
| 2010/11      | Hapoel Tel Aviv       | Ligat Ha'Al  | 33         | 9          | 5     | 3     | 12             | 5              | 50     | 17     |
| Clubtotaal   | Clubtotaal            | Clubtotaal   | 94         | 27         | 24    | 9     | 27             | 6              | 145    | 42     |
| 2011/12      | Palermo               | Serie A      | 20         | 2          | 0     | 0     | 2              | 0              | 22     | 2      |
| 2012/13      | Palermo               | Serie A      | 3          | 0          | 1     | 0     | 0              | 0              | 4      | 0      |
| Clubtotaal   | Clubtotaal            | Clubtotaal   | 23         | 2          | 1     | 0     | 2              | 0              | 26     | 2      |
| 2012/13      | Maccabi Tel Aviv      | Ligat Ha'Al  | 16         | 7          | 2     | 1     | 0              | 0              | 18     | 8      |
| 2013/14      | Maccabi Tel Aviv      | Ligat Ha'Al  | 34         | 29         | 1     | 1     | 11             | 5              | 46     | 35     |
| 2014/15      | Maccabi Tel Aviv      | Ligat Ha'Al  | 34         | 28         | 9     | 6     | 6              | 2              | 49     | 36     |
| 2015/16      | Maccabi Tel Aviv      | Ligat Ha'Al  | 36         | 35         | 8     | 4     | 11             | 8              | 55     | 47     |
| Clubtotaal   | Clubtotaal            | Clubtotaal   | 120        | 99         | 20    | 12    | 28             | 15             | 168    | 126    |
| 2016         | Guangzhou R&F         | Super League | 15         | 11         | 4     | 6     | —              | —              | 19     | 17     |
| 2017         | Guangzhou R&F         | Super League | 30         | 27         | 4     | 4     | —              | —              | 34     | 31     |
| 2018         | Guangzhou R&F         | Super League | 26         | 20         | 2     | 3     | —              | —              | 28     | 23     |
| 2019         | Guangzhou R&F         | Super League | 28         | 29         | 0     | 0     | —              | —              | 28     | 29     |
| 2020         | Guangzhou R&F         | Super League | 7          | 4          | 0     | 0     | —              | —              | 7      | 4      |
| Clubtotaal   | Clubtotaal            | Clubtotaal   | 106        | 91         | 10    | 13    | 0              | 0              | 116    | 104    |
| 2020/21      | PSV                   | Eredivisie   | 25         | 11         | 2     | 0     | 6              | 6              | 33     | 17     |
| 2021/22      | PSV                   | Eredivisie   | 25         | 11         | 5     | 2     | 16             | 8              | 46     | 21     |
| Clubtotaal   | Clubtotaal            | Clubtotaal   | 50         | 22         | 7     | 2     | 22             | 14             | 79     | 38     |
| 2022/23      | Maccabi Tel Aviv      | Ligat Ha'Al  | 32         | 20         | 0     | 0     | 4              | 2              | 36     | 22     |
| 2023/24      | Maccabi Tel Aviv      | Ligat Ha'Al  | 35         | 20         | 6     | 6     | 18             | 15             | 59     | 41     |
| 2024/25      | Maccabi Tel Aviv      | Ligat Ha'Al  | 33         | 12         | 4     | 3     | 7              | 0              | 44     | 15     |
| Clubtotaal * | Clubtotaal *          | Clubtotaal * | 220        | 151        | 30    | 21    | 57             | 32             | 307    | 204    |
| Totaal       | Totaal                | Totaal       | 538        | 302        | 77    | 48    | 108            | 51             | 723    | 401    |

Bijgewerkt op 21 juli 2025.

* Voor beide periodes

## Interlandcarrière
Zijn debuut in het Israëlisch voetbalelftal maakte Zahavi op 2 september 2010, toen er met 3–1 gewonnen werd van Malta. De middenvelder mocht in de basis beginnen en hij werd afgelost door Gil Vermouth. Zijn eerste interlandgoal maakte hij op 10 september 2013, tijdens een 3–1 nederlaag tegen Rusland. Een jaar later, op 28 mei 2014, was Zahavi voor het eerst aanvoerder van Israël. Deze taak droeg hij tegen Mexico (3–0 verlies) vierenzestig minuten lang, totdat hij werd afgelost door Yossi Benayoun. In september 2017 zette Zahavi een punt achter zijn interlandloopbaan. Tijdens een kwalificatiewedstrijd voor het WK 2018 tegen Macedonië kwam de ploeg door een doelpunt van Goran Pandev met 0–1 achter. Hierna werd aanvoerder Zahavi uitgefloten door het Israëlische thuispubliek. Uit woede gooide hij zijn aanvoerdersband op de grond. De Israëlische voetbalbond schorste hem voor dit voorval, maar Zahavi besloot direct te stoppen als speler bij het nationale team. Een jaar later keerde Zahavi terug bij de nationale ploeg. In september 2022 keerde hij opnieuw de nationale ploeg de rug toe, nadat hij niet langer alleen op een hotelkamer mocht liggen. Eind oktober 2023 werd bekend dat Zahavi het had bijgelegd met bondscoach Alon Hazan en sportief directeur Yossi Benayoun, waardoor hij vanaf november weer interlands zou gaan spelen.
| Interlands van Eran Zahavi voor Israël | Interlands van Eran Zahavi voor Israël | Interlands van Eran Zahavi voor Israël | Interlands van Eran Zahavi voor Israël | Interlands van Eran Zahavi voor Israël | Interlands van Eran Zahavi voor Israël |
| №                                      | Datum                                  | Wedstrijd                              | Uitslag                                | Competitie                             | Goals                                  |
| Als speler van Hapoel Tel Aviv         | Als speler van Hapoel Tel Aviv         | Als speler van Hapoel Tel Aviv         | Als speler van Hapoel Tel Aviv         | Als speler van Hapoel Tel Aviv         | Als speler van Hapoel Tel Aviv         |
| -------------------------------------- | -------------------------------------- | -------------------------------------- | -------------------------------------- | -------------------------------------- | -------------------------------------- |
| 1                                      | 2 september 2010                       | Israël – Malta                         | 3 – 1                                  | EK 2012 kwalificatie                   |                                        |
| 2                                      | 7 september 2010                       | Georgië – Israël                       | 0 – 0                                  | EK 2012 kwalificatie                   |                                        |
| 3                                      | 17 november 2010                       | Israël – IJsland                       | 3 – 2                                  | Vriendschappelijk                      |                                        |
| 4                                      | 9 februari 2011                        | Israël – Servië                        | 0 – 2                                  | Vriendschappelijk                      |                                        |
| 5                                      | 7 september 2010                       | Letland – Israël                       | 1 – 2                                  | EK 2012 kwalificatie                   |                                        |
| Als speler van Palermo                 |                                        |                                        |                                        |                                        |                                        |
| 6                                      | 10 augustus 2011                       | Ivoorkust – Israël                     | 4 – 3                                  | Vriendschappelijk                      |                                        |
| 7                                      | 2 september 2011                       | Israël – Griekenland                   | 0 – 1                                  | EK 2012 kwalificatie                   |                                        |
| 8                                      | 6 september 2011                       | Kroatië – Israël                       | 3 – 1                                  | EK 2012 kwalificatie                   |                                        |
| 9                                      | 29 februari 2012                       | Israël – Oekraïne                      | 2 – 3                                  | Vriendschappelijk                      |                                        |
| 10                                     | 26 mei 2012                            | Tsjechië – Israël                      | 2 – 1                                  | Vriendschappelijk                      |                                        |
| 11                                     | 31 mei 2012                            | Duitsland – Israël                     | 2 – 0                                  | Vriendschappelijk                      |                                        |
| Als speler van Maccabi Tel Aviv        |                                        |                                        |                                        |                                        |                                        |
| 12                                     | 26 maart 2013                          | Noord-Ierland – Israël                 | 0 – 2                                  | WK 2014 kwalificatie                   |                                        |
| 13                                     | 2 juni 2013                            | Honduras – Israël                      | 0 – 2                                  | Vriendschappelijk                      |                                        |
| 14                                     | 7 september 2013                       | Israël – Azerbeidzjan                  | 1 – 1                                  | WK 2014 kwalificatie                   |                                        |
| 15                                     | 10 september 2013                      | Rusland – Israël                       | 3 – 1                                  | WK 2014 kwalificatie                   | 90+3'                                  |
| 16                                     | 11 oktober 2013                        | Portugal – Israël                      | 1 – 1                                  | WK 2014 kwalificatie                   |                                        |
| 17                                     | 15 oktober 2013                        | Israël – Noord-Ierland                 | 1 – 1                                  | WK 2014 kwalificatie                   |                                        |
| 18                                     | 5 maart 2014                           | Israël – Slowakije                     | 1 – 3                                  | Vriendschappelijk                      |                                        |
| 19                                     | 28 mei 2014                            | Mexico – Israël                        | 3 – 0                                  | Vriendschappelijk                      |                                        |
| 20                                     | 1 juni 2014                            | Honduras – Israël                      | 2 – 4                                  | Vriendschappelijk                      | 34'                                    |
| 21                                     | 10 oktober 2014                        | Cyprus – Israël                        | 1 – 2                                  | EK 2016 kwalificatie                   |                                        |
| 22                                     | 13 oktober 2014                        | Andorra – Israël                       | 1 – 4                                  | EK 2016 kwalificatie                   |                                        |
| 23                                     | 16 november 2014                       | Israël – Bosnië en Herzegovina         | 3 – 0                                  | EK 2016 kwalificatie                   | 70'                                    |
| 24                                     | 28 maart 2015                          | Israël – Wales                         | 0 – 3                                  | EK 2016 kwalificatie                   |                                        |
| 25                                     | 31 maart 2015                          | Israël – België                        | 0 – 1                                  | EK 2016 kwalificatie                   |                                        |
| 26                                     | 12 juni 2015                           | Bosnië en Herzegovina – Israël         | 3 – 1                                  | EK 2016 kwalificatie                   |                                        |
| 27                                     | 3 september 2015                       | Israël – Andorra                       | 4 – 0                                  | EK 2016 kwalificatie                   | 3'                                     |
| 28                                     | 6 september 2015                       | Wales – Israël                         | 0 – 0                                  | EK 2016 kwalificatie                   |                                        |
| 29                                     | 10 oktober 2015                        | Israël – Cyprus                        | 1 – 2                                  | EK 2016 kwalificatie                   |                                        |
| 30                                     | 13 oktober 2015                        | België – Israël                        | 3 – 1                                  | EK 2016 kwalificatie                   |                                        |
| 31                                     | 31 mei 2016                            | Servië – Israël                        | 3 – 1                                  | Vriendschappelijk                      | 50' (pen.)                             |
| Als speler van Guangzhou R&F           |                                        |                                        |                                        |                                        |                                        |
| 32                                     | 5 september 2016                       | Israël – Italië                        | 1 – 3                                  | WK 2018 kwalificatie                   |                                        |
| 33                                     | 6 oktober 2016                         | Macedonië – Israël                     | 1 – 2                                  | WK 2018 kwalificatie                   |                                        |
| 34                                     | 9 oktober 2016                         | Israël – Liechtenstein                 | 2 – 1                                  | WK 2018 kwalificatie                   |                                        |
| 35                                     | 12 november 2016                       | Albanië – Israël                       | 0 – 3                                  | WK 2018 kwalificatie                   | 18' (pen.)                             |
| 36                                     | 24 maart 2017                          | Spanje – Israël                        | 4 – 1                                  | WK 2018 kwalificatie                   |                                        |
| 37                                     | 6 juni 2017                            | Israël – Moldavië                      | 1 – 1                                  | Vriendschappelijk                      |                                        |
| 38                                     | 11 juni 2017                           | Israël – Albanië                       | 0 – 3                                  | WK 2018 kwalificatie                   |                                        |
| 39                                     | 2 september 2017                       | Israël – Macedonië                     | 0 – 1                                  | WK 2018 kwalificatie                   |                                        |
| 40                                     | 7 september 2018                       | Albanië – Israël                       | 1 – 0                                  | Nations League 2018/19                 |                                        |
| 41                                     | 15 november 2018                       | Israël – Guatemala                     | 7 – 0                                  | Vriendschappelijk                      | 5'                                     |
| 42                                     | 20 november 2018                       | Schotland – Israël                     | 3 – 2                                  | UEFA Nations League                    | 75'                                    |
| 43                                     | 21 maart 2019                          | Israël – Slovenië                      | 1 – 1                                  | EK 2020 kwalificatie                   | 55'                                    |
| 44                                     | 24 maart 2019                          | Israël – Oostenrijk                    | 4 – 2                                  | EK 2020 kwalificatie                   | 34', 45', 55'                          |
| 45                                     | 7 juni 2019                            | Letland – Israël                       | 0 – 3                                  | EK 2020 kwalificatie                   | 10', 60', 80'                          |
| 46                                     | 10 juni 2019                           | Polen – Israël                         | 4 – 0                                  | EK 2020 kwalificatie                   |                                        |
| 47                                     | 5 september 2019                       | Israël – Noord-Macedonië               | 1 – 1                                  | EK 2020 kwalificatie                   | 55'                                    |
| 48                                     | 9 september 2019                       | Slovenië – Israël                      | 3 – 2                                  | EK 2020 kwalificatie                   | 63'                                    |
| 49                                     | 10 oktober 2019                        | Oostenrijk – Israël                    | 3 – 1                                  | EK 2020 kwalificatie                   | 34'                                    |
| 50                                     | 15 oktober 2019                        | Israël – Letland                       | 3 – 1                                  | EK 2020 kwalificatie                   | 26'                                    |
| 51                                     | 16 november 2019                       | Israël – Polen                         | 1 – 2                                  | EK 2020 kwalificatie                   |                                        |
| 52                                     | 19 november 2019                       | Noord-Macedonië – Israël               | 1 – 0                                  | EK 2020 kwalificatie                   |                                        |
| 53                                     | 4 september 2020                       | Schotland – Israël                     | 1 – 1                                  | Nations League 2020/21                 | 73'                                    |
| 54                                     | 7 september 2020                       | Israël – Slowakije                     | 1 – 1                                  | Nations League 2020/21                 |                                        |
| Als speler van PSV                     |                                        |                                        |                                        |                                        |                                        |
| 55                                     | 8 oktober 2020                         | Schotland – Israël                     | 0 – 0                                  | EK 2020 kwalificatie                   |                                        |
| 56                                     | 11 oktober 2020                        | Israël – Tsjechië                      | 1 – 2                                  | Nations League 2020/21                 | 56'                                    |
| 57                                     | 14 oktober 2020                        | Slowakije – Israël                     | 2 – 3                                  | Nations League 2020/21                 | 68', 76', 89'                          |
| 58                                     | 15 november 2020                       | Tsjechië – Israël                      | 1 – 0                                  | Nations League 2020/21                 |                                        |
| 59                                     | 18 november 2020                       | Israël – Schotland                     | 1 – 0                                  | Nations League 2020/21                 |                                        |
| 59                                     | 18 november 2020                       | Israël – Schotland                     | 1 – 0                                  | Nations League 2020/21                 |                                        |
| 60                                     | 25 maart 2021                          | Israël – Denemarken                    | 0 – 2                                  | WK 2022 kwalificatie                   |                                        |
| 61                                     | 28 maart 2021                          | Israël – Schotland                     | 1 – 1                                  | WK 2022 kwalificatie                   |                                        |
| 62                                     | 31 maart 2021                          | Moldavië – Israël                      | 1 – 4                                  | WK 2022 kwalificatie                   | 45+2'                                  |
| 63                                     | 5 juni 2021                            | Montenegro – Israël                    | 1 – 3                                  | Vriendschappelijk                      | 67'                                    |
| 64                                     | 9 juni 2021                            | Portugal – Israël                      | 4 – 0                                  | Vriendschappelijk                      |                                        |
| 65                                     | 1 september 2021                       | Faeröer – Israël                       | 0 – 4                                  | WK 2022 kwalificatie                   | 12', 44', 90+2'                        |
| 66                                     | 4 september 2021                       | Israël – Oostenrijk                    | 5 – 2                                  | WK 2022 kwalificatie                   | 33', 90'                               |
| 67                                     | 7 september 2021                       | Denemarken – Israël                    | 5 – 0                                  | WK 2022 kwalificatie                   |                                        |
| 68                                     | 9 oktober 2021                         | Schotland – Israël                     | 3 – 2                                  | WK 2022 kwalificatie                   | 5'                                     |
| 69                                     | 12 oktober 2021                        | Israël – Moldavië                      | 2 – 1                                  | WK 2022 kwalificatie                   | 28'                                    |
| 70                                     | 12 november 2021                       | Oostenrijk – Israël                    | 4 – 2                                  | WK 2022 kwalificatie                   |                                        |
| Als speler van Maccabi Tel Aviv        |                                        |                                        |                                        |                                        |                                        |
| 71                                     | 12 november 2023                       | Kosovo – Israël                        | 1 – 0                                  | EK 2024 kwalificatie                   |                                        |
| 72                                     | 15 november 2023                       | Israël – Zwitserland                   | 1 – 1                                  | EK 2024 kwalificatie                   |                                        |
| 73                                     | 18 november 2023                       | Israël – Roemenië                      | 1 – 2                                  | EK 2024 kwalificatie                   | 2'                                     |
| 74                                     | 21 maart 2024                          | Israël – IJsland                       | 1 – 4                                  | EK 2024 kwalificatie                   | 31' (pen.)                             |

Bijgewerkt op 21 juli 2025.

## Erelijst
| Competitie                     |                 |                                    |                 |                 |
| Competitie                     | Aantal          | Jaren                              |                 |                 |
| Hapoel Tel Aviv                | Hapoel Tel Aviv | Hapoel Tel Aviv                    | Hapoel Tel Aviv | Hapoel Tel Aviv |
| ------------------------------ | --------------- | ---------------------------------- | --------------- | --------------- |
| Ligat Ha'Al                    | 1               | 2009/10                            |                 |                 |
| Gavia haMedina                 | 2               | 2009/10, 2010/11                   |                 |                 |
| Maccabi Tel Aviv               |                 |                                    |                 |                 |
| Ligat Ha'Al                    | 4               | 2012/13, 2013/14, 2014/15, 2023/24 |                 |                 |
| Gavia haMedina                 | 1               | 2014/15                            |                 |                 |
| PSV                            |                 |                                    |                 |                 |
| KNVB Beker                     | 1               | 2021/22                            |                 |                 |
| Johan Cruijff Schaal           | 1               | 2021                               |                 |                 |
| Individueel                    |                 |                                    |                 |                 |
| Speler van de Maand Eredivisie | 1               | Maart 2022                         |                 |                 |

## Overval
Op 9 mei 2021 werden de vrouw en kinderen van Zahavi in hun woning overvallen door twee mannen die zich voordeden als pakketbezorgers. Tijdens de overval werden de vrouw en kinderen vastgebonden en kregen zij tape op hun mond geplakt. Ook werd Zahavi's vrouw met een vuurwapen bedreigd. Terwijl Zahavi voor een uitwedstrijd tegen Willem II in de spelersbus onderweg naar Tilburg zat, werd hij in opdracht van de overvallers door zijn vrouw gebeld. Zahavi moest van hen vertellen waar de buit was. Uiteindelijk gingen de overvallers er met verschillende persoonlijke eigendommen en contant geld vandoor. Na de overval reageerde Zahavi in het Hebreeuws op Instagram. Hij sprak van een 'zeer onplezierige gebeurtenis' die 'veel verder gaat dan een normale inbraak en diefstal'. Zahavi kreeg van PSV de optie om de resterende twee competitiewedstrijden aan zich voorbij te laten gaan. In Israël werd geschrokken gereageerd op de overval. Er was het vermoeden dat Zahavi en zijn gezin door deze gebeurtenis terug zouden keren naar Israël. Twee dagen na de overval ontkende Zahavi dat en maakte hij bekend het seizoen bij PSV af te maken.